# Caudoeuraphia
Caudoeuraphia is een zeepokkengeslacht uit de familie van de Chthamalidae. De wetenschappelijke naam van het geslacht werd voor het eerst geldig gepubliceerd in 1997 door Poltarukha.

## Soorten
De volgende soort is bij het geslacht ingedeeld:
- Caudoeuraphia caudata (Pilsbry, 1916)